# Linia kolejowa nr 737
Linia kolejowa 737 – pierwszorzędna, jednotorowa, zelektryfikowana linia kolejowa znaczenia państwowego łącząca stację Ponętów ze stacją Barłogi.
Linia została w całości ujęta w kompleksowej i bazowej towarowej sieci transportowej TEN-T.